# 南山街道 (宁国市)
南山街道，是中华人民共和国安徽省宣城市宁国市下辖的一个乡镇级行政单位。

## 行政区划
南山街道下辖以下地区：
南河社区、城南社区、津南村、杨山村、双龙村、独山村、千亩村、鸡山村、高村和万福村。